# Bello mio, bellezza mia
Pour plus de détails, voir Fiche technique et Distribution.
Bello mio, bellezza mia est un film italien réalisé par Sergio Corbucci, sorti en 1982.

## Fiche technique
- Titre : Bello mio, bellezza mia
- Réalisation : Sergio Corbucci
- Scénario : Sergio Corbucci, Gianni Romoli et Giancarlo Giannini
- Photographie : Giuseppe Rotunno
- Montage : Ruggero Mastroianni
- Musique : La Bionda
- Production : Piero La Mantia
- Pays d'origine : Italie
- Date de sortie : 1982

## Distribution
- Giancarlo Giannini : Gennarino Laganà
- Mariangela Melato : Armida
- Stefania Sandrelli : Clarabella
- Massimo Mollica : Pappalucerna
- Cecilia Polizzi : Donna Egeria
- Salvatore Borghese : Cicciuzzo
- Mario Donatone